# PDF.js

PDF.js

PDF.js to biblioteka JavaScript służąca do renderowania plików PDF za pomocą elementu HTML5 Canvas, zgodnego ze standardami sieciowymi. Projekt jest prowadzony przez Mozilla Corporation i został zapoczątkowany w 2011 roku przez Andreasa Gala jako eksperyment.

## Historia i zastosowanie
PDF.js został początkowo stworzony jako rozszerzenie przeglądarki Firefox i został zintegrowany z nią w 2012 roku (wersja 15). Domyślnie aktywowano go w 2013 roku (wersja 19). W 2023 roku (wersja 111) dodano go również do Firefox for Android.
Celem projektu było umożliwienie natywnego przeglądania dokumentów PDF w przeglądarce, co minimalizuje zagrożenia bezpieczeństwa związane z otwieraniem plików PDF poza nią, ponieważ kod odpowiedzialny za wyświetlanie dokumentu działa w środowisku piaskownicy. Implementacja wykorzystuje element Canvas z HTML5, zapewniając wysoką wydajność renderowania.
PDF.js jest również wykorzystywany w Thunderbirdzie, ownCloud, Nextcloud, i jest dostępny jako rozszerzenie przeglądarki dla Google Chrome/Chromium, Pale Moon i SeaMonkey.
PDF.js można zintegrować lub osadzić w aplikacji internetowej bądź natywnej, co umożliwia renderowanie i przeglądanie dokumentów PDF. Obsługuje także zaawansowane funkcje, takie jak renderowanie po stronie serwera.
Wiele aplikacji internetowych, takich jak Dropbox, Slack czy LinkedIn Learning, wykorzystuje PDF.js do podglądu dokumentów PDF.